# The Little Chevalier
The Little Chevalier er en amerikansk stumfilm fra 1917 af Alan Crosland.

## Medvirkende
- Shirley Mason som Little Chevalier / Diane de la Roche.
- Raymond McKee som Henri Valdeterre.
- Richard Tucker som Delaup.
- Joseph Burke som Chapron.
- William Wadsworth som Dominick.